# Мірошниченко Тимур Валерійович
Тиму́р Валерійович Мірошниче́нко (нар. 9 березня 1986, Київ) — український коментатор пісенного конкурсу «Євробачення», ведучий телеканалів «UA: Перший», «UA: Культура», ведучий передач «Зірковий шлях» на ТРК «Україна», «Твій день» на «1+1», «Україна неймовірних людей» на «ТЕТ», «Життя відомих людей» та «Клуб 1%» на «1+1 Україна». Лауреат премії «Celebrity Awards 2020» у номінації «Телеведучий року».

## Життєпис
З 1992 по 2002 рік навчався у гімназії «Троєщина», яку закінчив із золотою медаллю. З 2002 по 2007 рік навчався у Національному авіаційному університеті на спеціальності «психологія». Під час навчання в НАУ грав у КВК. З 2008 року — студент «режисури телебачення» у Національному університеті театру, кіно і телебачення.
З 2005 року працює на Першому національному телеканалі (нині UA: Перший), де з грудня почав коментувати пісенний конкурс Євробачення.

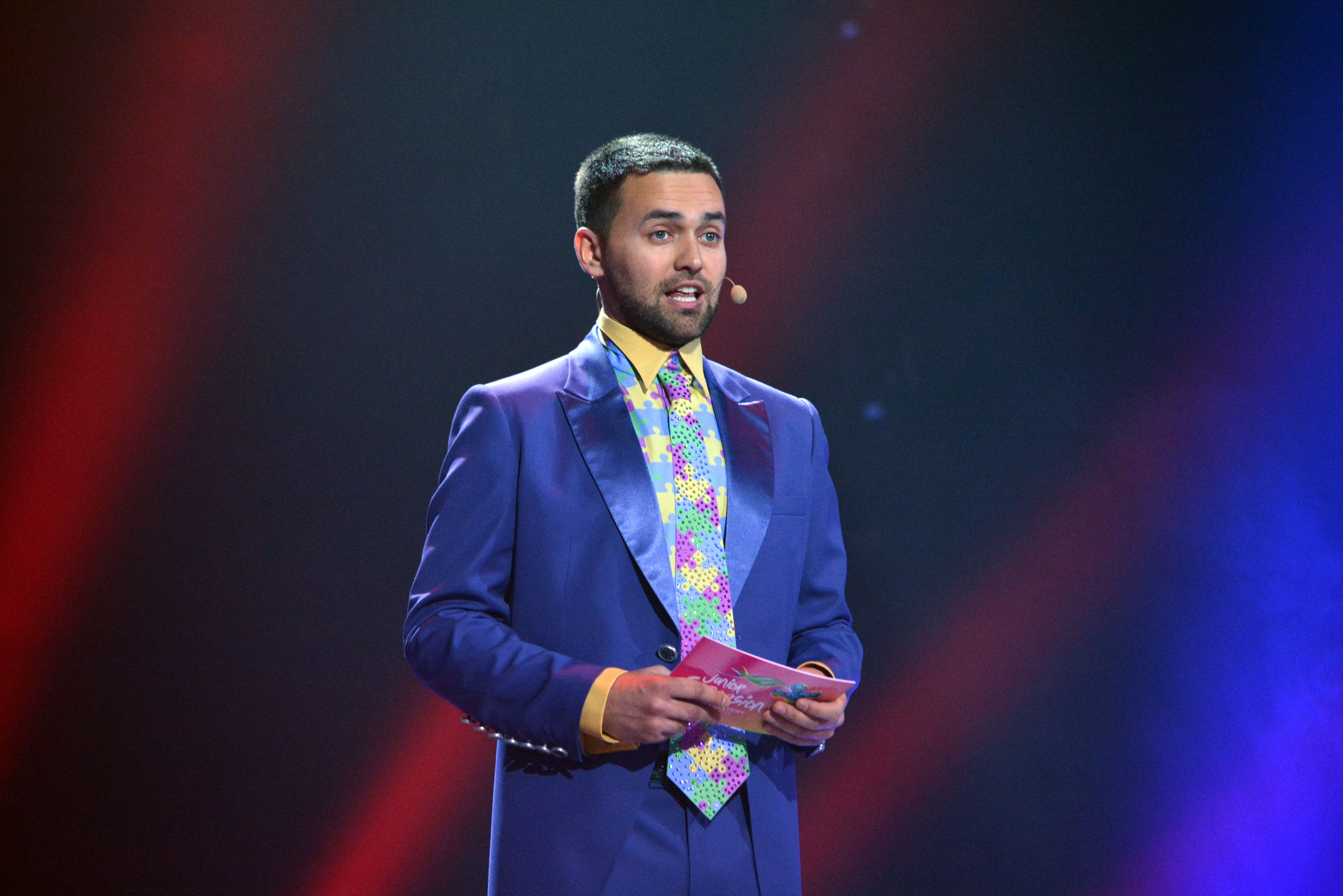
Тімур веде Дитячий пісенний конкурс Євробачення 2013 у Києві

У 2009 та 2013 роках був ведучим на Дитячих пісенних конкурсах Євробачення у Києві.
З 2013 року за сумісництвом працював ведучим інформаційних програм на проросійському телеканалі «112 Україна».
У 2017 — співведучий пісенного конкурсу Євробачення 2017 у Києві.
У червні 2017 року вийшов кліп «Гаджети» гурту Selfy, де знявся Тімур.
З вересня 2019 по квітень 2021 року був ведучим програми «Зірковий шлях» на телеканалі «Україна».
Ведучий денного шоу «Твій День» на 1+1. З 22 вересня 2024 року ведучий інтелектуального шоу «Клуб 1%» на «1+1 Україна».
20 квітня 2024 року Тимур став ведучим мистецько-музичного фестивалю «Бути в Україні» у Запоріжжі, організованого Програмою сприяння громадській активності «Долучайся!» спільно із UAME.
Подія відбулась в облаштованому багатофункціональному укритті «Незламний Хаб» у палаці культури «Титан».

## Особисте життя

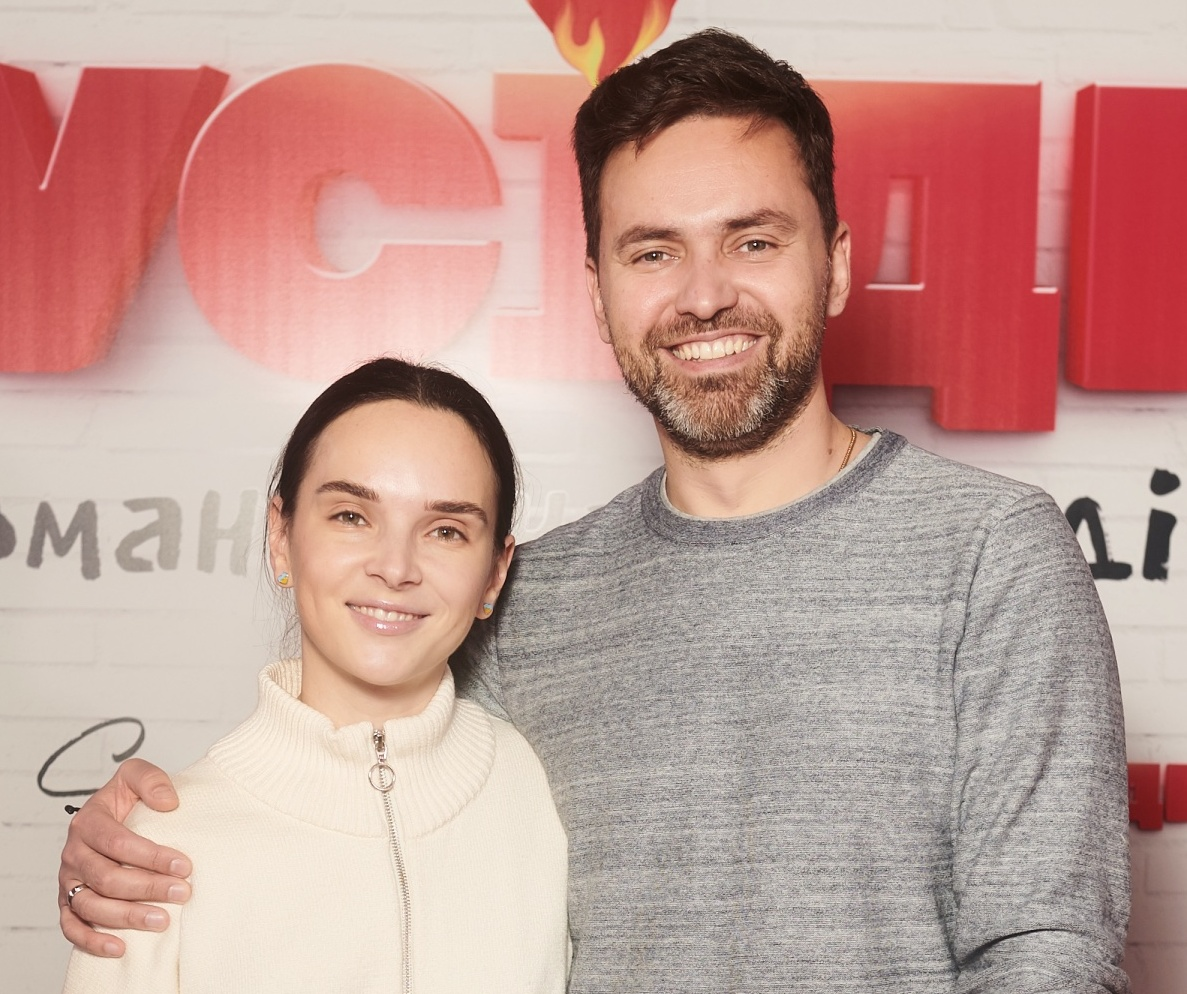
Тімур Мірошниченко з дружиною Інною у 2022 року

У січні 2018 року одружився з Інною Рудник (адвокат), у червні того ж 2018-го дружина народила доньку Мію.
2019 року в пари народився син Марк, 2023 року вони усиновили дворічного хлопчика, якого назвали Марселем. 2024 року удочерили 8-річну дівчинку Ангеліну. 

## Нагороди
- Лауреат премії «Celebrity Awards 2020» у номінації «Телеведучий року».[2]